# Liga lekkoatletyczna sezon 2009
Liga lekkoatletyczna sezon 2009 – rozgrywki ligowe organizowane przez Polski Związek Lekkiej Atletyki, podzielone na klasy rozgrywkowe: I i II ligę. 
Zawody rozgrywane były w dwóch rzutach, wiosennych mityngach oraz jesiennych zawodach finałowych. Wyniki uzyskane przez zawodników przeliczane były na punkty, które decydowały o miejscu zajmowanym przez dany klub.
Finał 1 ligi (II rzut) odbył się 5 września 2009 w Krakowie.

## Ekstraklasa - tabela końcowa
| Miejsce | Nazwa klubu               | I rzut | II rzut | Ilość Punktów | Uwagi  |
| ------- | ------------------------- | ------ | ------- | ------------- | ------ |
| 1       | AZS AWF Warszawa (m)      | 3441   | 3521    | 6962          | złoto  |
| 2       | KS AZS AWF Kraków         | 3478   | 3381    | 6859          | srebro |
| 3       | KS AZS AWF Wrocław        | 3145   | 3146    | 6291          | brąz   |
| 4       | WKS Śląsk Wrocław (b)     | 3043   | 2979    | 6022          |        |
| 5       | SL WKS Zawisza Bydgoszcz  | 3164   | 2842    | 6006          |        |
| 6       | KS Podlasie Białystok     | 3053   | 2910    | 5963          |        |
| 7       | AZS AWF Katowice          | 3034   | 2906    | 5940          |        |
| 8       | KS AZS AWF Biała Podlaska | 3036   | 2661    | 5697          |        |
| 9       | AZS AWFiS Gdańsk (b)      | 3219   | 2478    | 5697          |        |
| 10      | KS Agros Zamość           | 2800   | 2691    | 5491          |        |
| 11      | MKS MOS Płomień Sosnowiec | 2825   | 2627    | 5452          |        |
| 12      | AZS UMCS Lublin (b)       | 2603   | 2512    | 5115          |        |
| 13      | KKL Kielce                | 2526   | 2494    | 5020          |        |
| 14      | AZS AWF Gorzów            | 2410   | 2528    | 4938          |        |
| 15      | WKS Wawel Kraków          | 2517   | 2160    | 4677          |        |
| 16      | MKL Szczecin              | 2564   | 2113    | 4677          |        |

W sezonie 2010 szeregi ekstraklasy zasili klub: MKS Start Lublin.
| Opis tabeli ekstraklasy:               |
| -------------------------------------- |
| (m) - Mistrz z poprzedniego sezonu     |
| (b) - beniaminek                       |
| DNS - drużyna nieskwalifikowana        |
| mistrzostwo                            |
| spadek lub wycofanie klubu z rozgrywek |